# 三叉神経痛
三叉神経痛（さんさしんけいつう、Trigeminal neuralgia）、疼痛性チック（とうつうせいチック、tic douloureux）は、顔面の知覚神経である三叉神経から発信される強い痛みのエピソードを特徴とする、神経痛である。
顔面痛（がんめんつう、prosopalgia）、自殺病（じさつびょう、Suicide Disease）、フォザーギル病（フォザーギルびょう、Fothergill's disease）としても知られる。
神経の1つ、2つ、または3つすべての分岐が影響を受ける可能性がある。
それは"人間の最も苦痛な条件の一つとして知られ、多くの医療専門家にもまだ謎のままである。"
この痛みは、耳・目・唇・鼻・頭皮・額・頬・歯・顎と顔の側面に感じる。一部の患者は左の人差し指の痛みを経験する。
三叉神経痛は容易に管理できないが、種々の治療の選択肢が存在する。
顔面神経痛（がんめんしんけいつう）と称することもあるが、正式な呼称ではない。「顔面神経」とは顔面における運動神経のことである。また、顔面神経麻痺と言い、顔面の神経が麻痺することによって、片方の顔面の筋肉が動かなくなって顔が歪んでしまう症状とも混同してしまいがちだが、いずれも三叉神経痛とは異なる。

## 原因
原因として最も多いものは、血管が動脈硬化などによって膨張し、三叉神経を圧迫することで痛みを引き起こすことと考えられている。その他、帯状疱疹ウイルス、脳腫瘍、多発性硬化症が原因とされている。

## 症状
女性に多く、突然顔面に鋭い痛みが走るのが特徴で、通常は顔面の片側に起こり、痛む時間は比較的短時間（数秒から数分）である場合と長時間の場合がある。

## 治療法
三叉神経痛の治療法としては、主に薬物療法・神経ブロック・手術療法などがあり、これらの治療法のいずれかまたはこれらを組み合わせた方法がある。
- 薬物療法 - 主に抗てんかん剤（カルバマゼピンなど[9]）が使われるが、その他筋弛緩剤や鎮痛剤(アセトアミノフェン、トラマドール)などが使用される。

処方例：カルバマゼピン200mg 分2
- 神経ブロック - 麻酔薬を患部に関連する神経に注射する方法などがある。
- 手術療法 - 神経血管減圧術という、三叉神経を圧迫している血管から神経への圧迫を除去する手術が行われる。
- 定位放射線治療 - 特に特発性三叉神経痛に対して、ガンマナイフやサイバーナイフなどにより、三叉神経根の脳幹進入部より2~3mm末梢側あたりを目標点とし、70~80Gy程度を一度に照射する定位放射線治療が行われる。ガンマナイフは2015年7月1日より[10]、サイバーナイフについては2022年10月より[11]保険適応対象となった。

## 関連作品
- トップナイフ (小説) - 同名テレビドラマ版の第2話で、脳腫瘍の影響で起こった病気として取り上げられている。